# Neoneuromus coomani
Neoneuromus coomani är en insektsart som beskrevs av Johannes-Antoine Lestage 1927. Neoneuromus coomani ingår i släktet Neoneuromus och familjen Corydalidae. Inga underarter finns listade i Catalogue of Life.